# Aiti
Aiti (AFI: /ˈaiti/, in corso Aiti) è un comune francese di 32 abitanti situato nel dipartimento dell'Alta Corsica nella regione della Corsica. Aiti è il villaggio della pieve di Vallerustie, in Castagniccia.

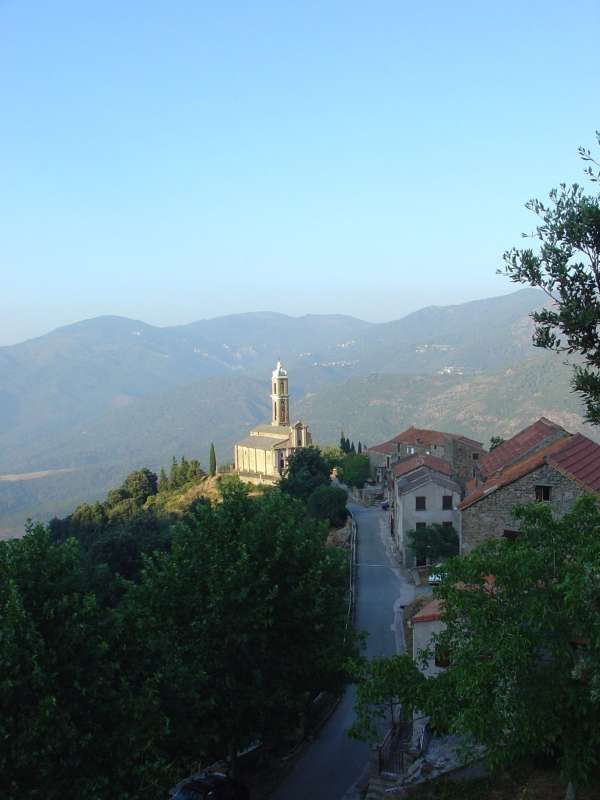
Panorama di Aïti

## Società

### Evoluzione demografica
Abitanti censiti